# Le confessioni di Max Tivoli
(trad. di Elena Dal Pra)
Le confessioni di Max Tivoli (The Confessions of Max Tivoli) è un romanzo del 2004 dello scrittore statunitense Andrew Sean Greer. 

## Trama
25 aprile 1930. In una piccola località imprecisata al centro egli Stati Uniti, un bambino di 11 anni siede in una vasca di sabbia ed osserva altri bambini mentre giocano a baseball ed uno fra tutti in modo particolare, Sammy. Il bambino non partecipa al gioco perché è tutto intento a scrivere una lunga storia, la storia della sua vita. A scuola ha rubato un quaderno ed una meravigliosa penna a scatto alla maestra perché vuole che rimanga una traccia della sua storia terribile e straordinaria, la storia della maledizione che lo ha colpito.
Il vero nome del bambino è Max Tivoli, nato nel 1871 a San Francisco. Quando viene al mondo, tutti quelli che hanno modo di vederlo si rendono conto che c'è qualcosa di strano nel neonato: sembra uno gnomo, un mostro, dall'aspetto di un minuscolo vecchino di 70 anni. La "maledizione" di Max è che per lui la vita scorrerà in senso inverso e diverrà via via più giovane col passare degli anni.
La prima persona che comprende la verità su Max è la nonna, che regala al nipote un ciondolo con una data incisa, 1941, l'anno in cui Max morirà. Nascosto agli occhi degli altri bambini, Max avrà un solo amico, Hughie Dempsey, che lo accetterà per quello che realmente è, mentre, nelle relazioni con tutti gli altri, Max seguirà sempre le parole della madre: "sii quel che credono che tu sia".
La storia che Max scrive è una storia d'amore: il suo amore impossibile per una donna, Alice, la donna della sua vita, perduta e ritrovata da un sempre diverso Max per tre volte - prima da adulto, poi da giovane, infine da bambino - senza riuscire a trovare il coraggio di confessare chi egli fosse realmente.

## Ispirazione
Critici e lettori hanno sottolineato la somiglianza della trama con quella del racconto di Francis Scott Fitzgerald Il curioso caso di Benjamin Button (1922). Tuttavia Greer ha dichiarato di non aver letto né di conoscere il racconto di Fitzgerald, affermando invece di essere stato ispirato dalla canzone di Bob Dylan "My Back Pages".

## Edizioni
- Andrew Sean Greer, Le confessioni di Max Tivoli, traduzione di Elena Dal Pra, collana Fabula n. 163, Adelphi, 2004,  p. 315, ISBN 88-459-1915-3.